# 8 Days of Christmas
8 Days Of Christmas — альбом-компиляция группы Destiny's Child, вышедший в  2001 году.

## Список композиций
1. «8 Days of Christmas» - Первоначальная песня основывалась на классической версии рождественской песни «12 Days of Christmas»
2. «Winter Paradise»
3. «A „DC“ Christmas Medley»
4. «Silent Night»
5. «Little Drummer Boy»
6. «Do You Hear What I Hear»
7. «White Christmas»
8. «Platinum Bells»
9. «O' Holy Night»
10. «Spread a Little Love on Christmas Day»
11. «This Christmas»
12. «Opera of the Bells»
13. «The Proud Family» (совместно с Solange)